# 2010 au Rwanda
2008 au Rwanda - 2009 au Rwanda - 2010 au Rwanda - 2011 au Rwanda - 2012 au Rwanda
 2008 par pays en Afrique - 2009 par pays en Afrique - 2010 par pays en Afrique - 2011 par pays en Afrique] - 2012 par pays en Afrique -

## Chronologie

### Janvier 2010
- Mercredi 20 janvier 2010 : un médecin rwandais, Sosthène Munyemana, originaire de la région de Butare (sud), faisant l'objet d'un mandat d'arrêt international et d'une demande d'extradition du Rwanda, est arrêté dans la banlieue de Bordeaux (France) par des membres de la police judiciaire française. Fiché par Interpol depuis 2006 pour participation au génocide et crimes de guerre lors du génocide au Rwanda en 1994, il exerçait, depuis huit ans, comme praticien aux urgences  à Villeneuve-sur-Lot (Lot-et-Garonne)[1].

### Février 2010
- Mercredi 10 février 2010 : l'ONG Human Rights Watch dénonce des « menaces, agressions et actes de harcèlement » visant des opposants rwandais à l’approche de la présidentielle d’août prochain. L'organisation « exhorte le gouvernement (rwandais) à ouvrir des enquêtes sur tous ces incidents et à faire en sorte que les militants de l’opposition soient en mesure de vaquer sans crainte à leurs occupations légitimes » car « ces incidents ne feront que miner davantage la démocratie en décourageant toute opposition digne de ce nom de participer aux élections ». « À diverses occasions, le gouvernement s’est servi d’accusations de participation au génocide, ou d’"idéologie génocidaire", pour prendre pour cible ses détracteurs et les discréditer »[2].

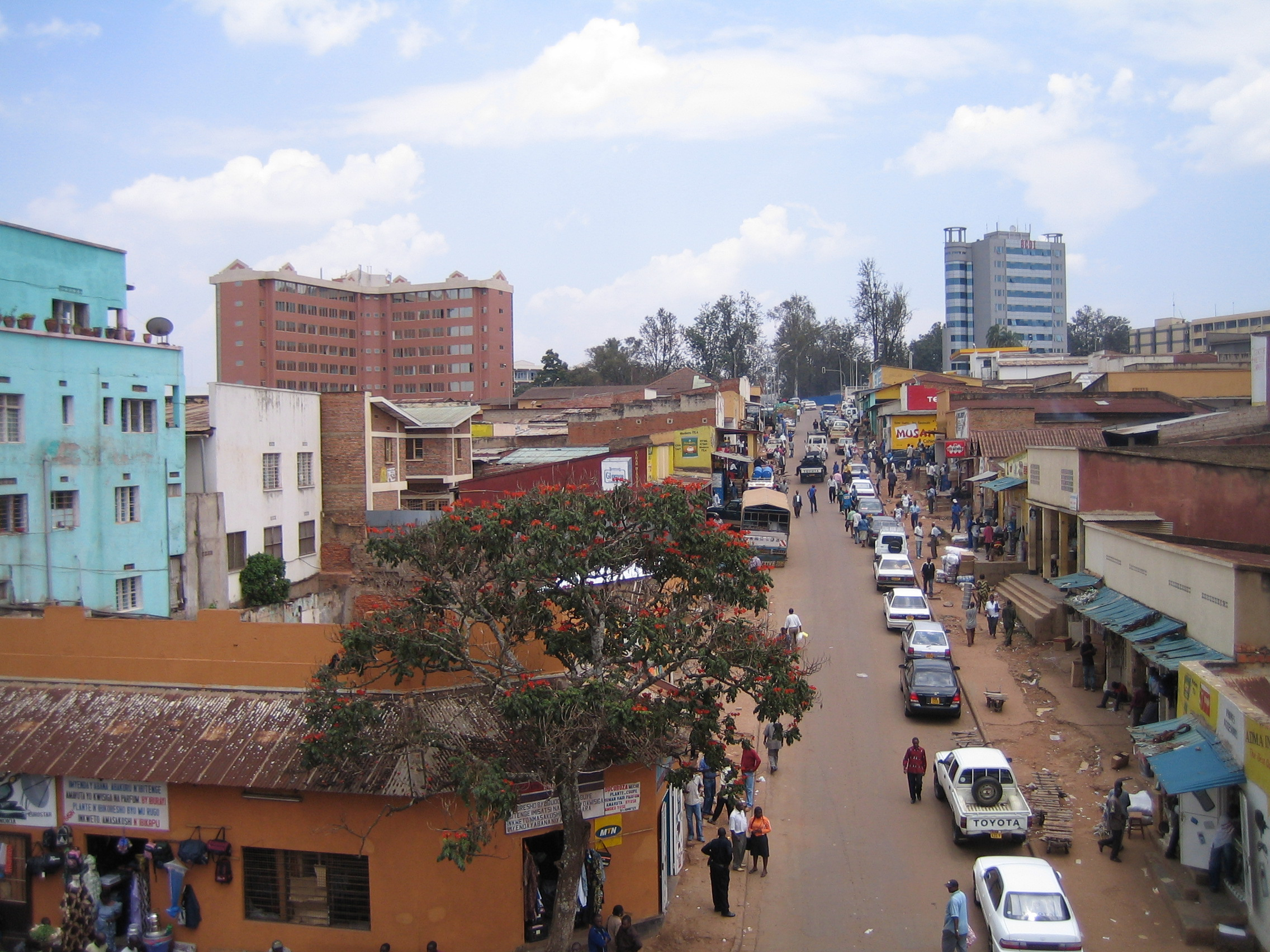
Centre-ville de Kigali

- Vendredi 19 février 2010 : trois attentats à la grenade, visant simultanément des lieux publics à Kigali en soirée, causent la mort de deux personnes et en blessent 18 autres dont 5 grièvement.

- Dimanche 21 février 2010 : trois partis de l'opposition, — les Forces démocratiques unifiées, le Parti démocratique vert du Rwanda et le Parti social Imberakuri (le partisan de la vérité) — dont un seul est agréé par le gouvernement, ont créé une plate-forme dans le but de mieux faire entendre leur voix « devant l'opinion publique nationale et internationale »[3].

- Lundi 22 février 2010 :
  - L'enquête de la police a permis l'arrestation de trois personnes dans l'affaire des attentats à la grenade de vendredi soir à Kigali. Les individus arrêtés appartiendraient « aux Interahamwe », une milice extrémiste hutu, dont les membres ont perpétré le génocide de 1994 au Rwanda.
  - Trois journalistes de l’hebdomadaire rwandais indépendant Umuseso ont été condamnés à des peines de prison ferme : Charles Kabonero, directeur du journal (1 an de prison), Didas Gasana, rédacteur en chef (6 mois de prison), et Richard Kayigamba, reporter (6 mois de prison). Ils ont été reconnus coupables de « diffamation et immixtion dans la vie privée » d’un membre du gouvernement par le tribunal de grande instance de Nyarugenge (à Kigali). Ils avaient état d'une possible liaison extra-conjugale entre le ministre Protais Musoni et la maire de Kigali, Aisa Kirabo Kacyira[4].

### Mars 2010
- Mardi 2 mars 2010 : Agathe Habyarimana (67 ans), veuve de l'ancien président rwandais assassiné le 6 avril 1994 lors d'un attentat contre son avion, a été interpellée à son domicile de Courcouronnes (Essonne), puis conduite dans les locaux de la police judiciaire. Elle est soupçonnée d'avoir fait partie du premier cercle des génocidaires. Cette interpellation a lieu 5 jours après la visite du président Nicolas Sarkozy à Kigali.

- Jeudi 4 mars 2010 : nouvel attentat à la grenade à Kigali. Les autorités pensent que deux anciens officiers, le général Faustin Kayumba Nyamwasa et le colonel Patrick Karegeya,  réfugiés en Afrique du Sud, sont derrière les deux attaques du 19 février et du 4 mars, qualifiées d'« actes de déstabilisation ».

- Jeudi 18 mars 2010 :
  - Le Tribunal pénal international pour le Rwanda condamne en appel, à une peine de 15 ans de prison, le célèbre chanteur Simon Bikindi, reconnu coupable d’incitation directe et publique à commettre le génocide, pour avoir pris la parole fin juin 1994 depuis « un véhicule équipé d'un amplificateur de voix sur la route principale reliant Kivumu à Kayove », deux communes du nord-ouest du Rwanda[5].
  - Le Tribunal pénal international pour le Rwanda condamne en appel l'ancien magistrat Siméon Nshamihigo (50 ans) à 40 ans de réclusion pour son implication dans le génocide au Rwanda en 1994. Au moment du génocide, il était substitut du procureur à Cyangugu (sud-ouest). À son arrestation en mai 2001, il travaillait, sous une fausse identité, comme enquêteur de la défense au TPIR. Son implication a été prouvée dans plusieurs assassinats, dont ceux d’un médecin et d’un prêtre catholique tutsi. À son arrestation à Arusha, siège du TPIR, l’ancien substitut du procureur était détenteur d’un passeport congolais au nom de « Sammy Bahati Weza »[6].

- Vendredi 26 mars 2010 : la Cour suprême du Rwanda, saisie d’une requête de remise en liberté de l'ex-chef rebelle tutsi congolais Laurent Nkunda, s'est déclarée incompétente et a renvoyé l'affaire devant la justice militaire, justifiant sa décision par le statut de militaire du chef d'état-major de l'armée rwandaise, le général James Karabe, considéré comme étant à l'origine de la détention de l'ex-chef rebelle congolais[7].

### Avril 2010
- Mardi 6 avril 2010 : publication dans la revue « XXI » du témoignage, sur les massacres de 1994, d'un ancien gendarme français envoyé en juin 1994 au Rwanda dans le cadre de l'opération militaro-humanitaire « Turquoise »[8].

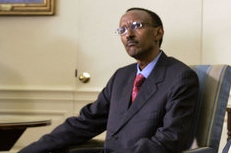
Paul Kagame
(novembre 2007)

- Mercredi 7 avril 2010 : le secrétaire d’État français à la Coopération, Alain Joyandet, a rencontré le président Paul Kagame au stade de Kigali, en marge des commémorations du génocide des Tutsi de 1994 qui a fait 800 000 morts selon l'ONU. Selon le ministre français, cette rencontre « reflète la volonté partagée d'aborder cette nouvelle relation, tournée vers l'avenir » affirmant que Paris et Kigali étaient « sur la voie de la réconciliation durable ». La ministre des Affaires étrangères, Louise Mushikiwabo, a souligné la présence « très significative » de la France et « qui s'inscrit dans cette volonté des chefs d'État et des peuples d'avancer »[9].

- Jeudi 20 avril 2010 : le Haut commandement de l’armée rwandaise a suspendu et arrêté les généraux Charles Muhire et Emmanuel Karenzi Karak.  Ils sont accusés de « mauvaise conduite non conforme aux principes qui régissent la discipline des Forces rwandaises de défense ». Tous deux Tutsi anglophones issus de la diaspora ougandaise (comme le président Kagame), ils font partie du cercle très restreint des chefs militaires de haut rang du Front patriotique rwandais (FPR), ancienne rébellion majoritairement tutsi dirigée par Paul Kagame, qui a mis fin au génocide de 1994 au Rwanda et dirige le pays depuis lors.

- Mercredi 21 avril 2010 : l'opposante Victoire Ingabire Umuhoza, rentrée d'exil en janvier et candidate déclarée à la présidentielle, a été arrêtée à Kigali, accusée d'« association avec un groupe terroriste, propagation de l'idéologie du génocide, négationnisme et "divisionnisme" ethnique ». Elle est remise en liberté le lendemain sous strict contrôle judiciaire, avec interdiction de quitter Kigali en attendant son procès.

- Vendredi 23 avril 2010 : la Direction générale de l'Immigration refuse de renouveler pour trois mois le visa de travail d'une chercheuse britannique de l'ONG Human Rights Watch. Selon l'ONG, ce cas particulier s’inscrit dans un contexte « d'intolérance croissante à l’égard de toute forme de contestation ou de voix critiques en cette période pré-électorale […] Au cours des dernières semaines, nous avons assisté à une véritable tentative de museler toute voix critique. Le gouvernement rwandais fait tout pour réduire au silence les voix indépendantes avant les élections »[10].

- Dimanche 25 avril 2010 : mort de Jean Bosco Barayagwiza (59 ans), un ancien dirigeant rwandais condamné à 32 ans de prison le 28 novembre 2007 par le Tribunal pénal international pour le Rwanda (TPIR) pour son rôle dans le génocide des Tutsi en 1994. Il était dans un hôpital de la ville de Porto-Novo au Bénin où il purgeait sa peine depuis le 27 juin 2009, en vertu d'un accord entre ce pays et les Nations unies. Il fut aussi l'un des principaux animateurs du "Comité d’initiative" qui pilota la création de la Radio Télévision libre des Mille collines (RTLM) connue pour ses appels aux massacres de Tutsi en 1994[11].

### Mai 2010
- Dimanche 9 mai 2010 : l'ancien directeur de publication du journal Kamarampaka, Bernard Hategekimana, est condamné par la juridiction gacaca du secteur de Nyakabanda, à la réclusion criminelle à perpétuité après avoir été reconnu coupable d’incitation au génocide de 1994 à travers sa publication. Le tribunal a aussi déterminé que l’ancien journaliste, connu sous le surnom de Mukingo, tenait pendant le génocide, au quartier de Kimisagara, dans la capitale rwandaise, un barrage routier auquel plusieurs Tutsis furent tués. Plusieurs autres journalistes rwandais ont déjà été condamnés pour incitation au génocide[12].

- Mercredi 12 mai 2010 : le général français Jean-Claude Lafourcade, ex-commandant de l'« opération Turquoise » au Rwanda en 1994, regrette que la France ait renoué des relations avec Kigali sans avoir « démenti » les accusations de complicité de génocide portées contre elle par le régime rwandais et demande que l'instruction ouverte il y a cinq ans sur ces accusations de complicité de génocide soit « enfin bouclée ». Il vient de publier un livre "Opération Turquoise" (éd. Perrin), dans lequel il dément toute participation ou complicité de l'armée française dans le génocide des Tutsi qui a fait 800 000 morts[13].

- Vendredi 14 mai 2010 : quatre pays d'Afrique de l'Est —  l'Éthiopie, l'Ouganda, le Rwanda et la Tanzanie — ont signé à Entebbe un nouvel accord, en négociation depuis une dizaine d'années, sur le partage des eaux du Nil, en l'absence du Burundi et de la Congo-Kinshasa, et malgré le boycott de l'Égypte et du Soudan, farouchement opposés à ce projet, dont tous les détails n'ont pas été rendus publics. Selon le texte, la nouvelle Commission du Bassin du Nil sera chargée de recevoir et d'approuver tous les projets (canaux d'irrigation, barrages…) concernant le fleuve. Elle sera basée à Addis-Abeba et comptera des représentants des neuf pays concernés[14].

- Dimanche 16 mai 2010 : deux attentats à la grenade dans le quartier commercial de Nyabugogo (Kigali) causent la mort d'une personne et font 28 blessés.

- Jeudi 20 mai 2010 : quatre gorilles des montagnes, une femelle et trois bébés, sont morts en raison du froid et des pluies diluviennes dans le Parc national des volcans (nord-est), frontalier avec la République démocratique du Congo. Les gorilles étaient installés à une haute altitude sur les flancs du mont Karisimbi (qui culmine à 4.507 mètres), où les températures sont froides. Selon le bureau du tourisme, « la mort soudaine de ces quatre gorilles n'est pas seulement un choc, c'est aussi une énorme perte pour le Rwanda et pour toute l'équipe de conservation ». Près de 700 gorilles des montagnes, une espèce menacée d'extinction, vivent dans cette région des volcans, à cheval entre le Rwanda, l'Ouganda et la RDC[15].

- Mercredi 26 mai 2010 : un ex-médecin rwandais, Eugène Rwamucyo (50 ans), condamné au Rwanda à la réclusion criminelle à perpétuité par contumace en 2007 pour sa participation au génocide de 1994, a été interpellé en France à Sannois (Val d'Oise) à la suite d'un mandat d'arrêt international délivré par la justice rwandaise, alors qu'il participait aux funérailles d'un autre Rwandais[16]. Il est visé par une information judiciaire ouverte à Paris le 5 février 2010 pour génocide, crimes contre l'humanité et complicités après une plainte de l'association Collectif des parties civiles pour le Rwanda.

- Vendredi 28 mai 2010 : l'avocat américain, Peter Erlinder, accusé de négation du génocide tutsi de 1994 est arrêté. Défendant devant le Tribunal pénal international pour le Rwanda (TPIR), le major Aloys Ntabakuze, condamné à la perpétuité en première instance et qui attend son procès en appel. L'avocat a souvent accusé le TPIR de couvrir des crimes commis en 1994 par le Front Patriotique du président Paul Kagamé, déposant plainte contre lui et affirmant qu'il était responsable d'avoir provoqué le génocide.

- Lundi 31 mai 2010 : en marge du sommet de Nice, le président Paul Kagamé, accorde une interview aux journaux français, estimant : « Nous avons besoin de partenaires, mais pas de maîtres »[17].

### Juin 2010
- Mercredi 2 juin 2010 : ouverture d'une enquête à Mayotte pour « crimes contre l'humanité », dont « participation à un génocide », à l'encontre d'Octavien Ngenzi, né en 1954, ancien maire de la commune rwandaise de Kabarondo, suspecté d'avoir participé au massacre de centaines de Tutsis en 1994 et d'avoir trouvé refuge sur l'île française. La justice rwandaise le suspecte d'avoir lui-même dirigé et ordonné plusieurs massacres dans sa province de Kibungo, dont celui perpétré par les milices hutues dans l'église de Kabarondo, où près d'un millier de Tutsis ont trouvé la mort le 13 avril 2004. Faisant l'objet d'un mandat d'arrêt international lancé par Kigali en avril 2009, il avait déposé une demande d'asile, sous un faux nom, auprès de l'Office français de protection des réfugiés et apatrides (OFPRA)[18]. (Octavien Ngenzi sera condamné pour génocide en 2016[19].)

- Vendredi 11 juin 2010 : la Finlande condamne à la prison à vie le pasteur baptiste hutu, François Bazaramba (59 ans), pour les actes qu'il a commis à Nyaka et à Dar es Salaam (Tanzanie) lors de l'été 1994 avec « l'intention de détruire tout ou partie des Tutsi rwandais en tant que groupe » ethnique. L'homme d'église avait été arrêté en avril 2007 sur la base d'un mandat d'arrêt international émis par la justice rwandaise, alors qu'il était réfugié en Finlande depuis 2003 où il avait demandé l'asile. Les autorités rwandaises saluent sa condamnation et le procureur général, Martin Ngoga déclare : « Ceci étant une autre condamnation par un tribunal étranger, je suis particulièrement ravi de la crédibilité de nos actes d'accusation qui réussissent les tests des investigations et des poursuites devant les juridictions européennes […] Ce développement est le bienvenu et les génocidaires devraient savoir que le monde devient trop petit pour les cacher »[20].

- Jeudi 17 juin 2010 : la justice rwandaise libère « pour raison de santé » un avocat américain, Peter Erlinder, arrêté le 28 mai dernier et accusé de négation du génocide tutsi de 1994[21].

- Samedi 19 juin 2010 : l'ancien chef d’État-major, le général Faustin Kayumba Nyamwasa, réfugié depuis mars en Afrique du Sud, est blessé par balles devant son domicile de Johannesbourg, lors d'une tentative d'assassinat. Il avait fui le Rwanda après avoir été accusé par les autorités d'être responsable d'actes terroristes, dont des attaques à la grenade qui ont fait deux morts en février dernier à Kigali.

- Jeudi 24 juin 2010 : un journaliste, Jean-Léonard Rugambage, est assassiné. Il était connu pour être très critique à l'égard du régime du président Paul Kagame. Reporters sans frontières dénonce l'assassinat, mais aussi le contexte dans lequel survenait ce crime : « le climat de terreur, l’escalade de la répression contre les voix indépendantes et la dérive totalitaire au Rwanda »[22].

- Lundi 28 juin 2010 : le ministre de la Sécurité intérieure, Moussa Fazil Harelimana annonce l'arrestation de deux personnes dont l'une aurait reconnu l'assassinat du journaliste Jean-Léonard Rugambage qui aurait été commis pour son implication dans le génocide de 1994.

- Mercredi 30 juin 2010 : un médecin rwandais, Jean Chrysostome Ndindabahizi, soupçonné d'avoir participé au génocide de 1994 et recherché par Interpol, a été arrêté il y a une dizaine de jours au Gabon où il attend son extradition. Il avait « changé d'identité au Gabon » et « travaillait à l'hôpital de Melen », un établissement public en banlieue de Libreville. Il n'existe pas d'accord d'extradition entre le Gabon et le Rwanda mais des tractations seraient en cours avec la France, qui dispose d'accords avec le Gabon, pour extrader le médecin vers la France, pour qu'il soit ensuite extradé vers le Rwanda.

### Juillet 2010
- Vendredi 2 juillet 2010 : l'un des principaux suspects dans le génocide de 1994, Jean-Bosco Uwinkindi, un pasteur inculpé depuis 2001 par le Tribunal pénal international pour le Rwanda (TPIR), a été arrêté en Ouganda.

- Mercredi 14 juillet 2010 : la police ougandaise a renvoyé de force environ 1 700 personnes, des camps de réfugiés de Nakivale et de Kyaka, vers le Rwanda faisant 2 morts et 25 blessés[23].

- Vendredi 16 juillet 2010 : la Coordination des ONG espagnoles pour le développement ont dénoncé la présence en Espagne du président Paul Kagame où des militaires de son régime sont poursuivis pour « génocide », ce qui a poussé le chef du gouvernement espagnol José Luis Rodriguez Zapatero, à l'éviter[24].

- Lundi 26 juillet 2010 : arrestation en Allemagne de Onesphore Rwabukombe (53 ans), ancien maire de Muvumba, « soupçonné d'assassinats et de génocide » lors des massacres de 1994[25].

- Vendredi 30 juillet 2010 : en France, la Commission consultative du secret de la défense nationale (CCSDN) émet un avis défavorable à la déclassification du bordereau numéro 6, du 15 février 2010 et son annexe, concernant le génocide rwandais de 1994. C'est le neuvième avis de la CCSDN sur le dossier du Rwanda. Cette saisine fait suite à une demande du 1er juin 2010 du juge d'instruction au tribunal aux armées, chargé de l'information judiciaire ouverte contre X pour « complicité de génocide, complicité de crime contre l'humanité et entente en vue de commettre un génocide visant notamment l'implication de l'armée française lors des événements survenus au Rwanda en 1994 ». La France est régulièrement accusée par l'actuel gouvernement rwandais d'avoir entraîné et armé les auteurs du génocide[26].

### Août 2010
- Dimanche 8 août 2010 : élection présidentielle.

- Lundi 9 août 2010 : les premiers résultats partiels de l'élection présidentielle de 11 circonscriptions sur 30 donnent le président sortant Paul Kagamé comme vainqueur avec plus de 92,9 % de voix et 4,9 % à son adversaire Jean Damascène Ntawukuriryayo, du parti social démocrate (PSD). Des dizaines de milliers de partisans du président sont réunis dans la soirée au stade de football de la capitale pour célébrer leur victoire, au son de musiques de reggae ou de chants de leur parti.

- Mercredi 11 août 2010 :
  - Les résultats définitifs de l'élection présidentielle créditent le président sortant Paul Kagamé de 93 % des voix[27].
  - Vers 19 heures, une grenade a explosé « pas très loin de la gare routière » à Kigali, faisant « au moins sept blessés, dont deux enfants », au soir de la proclamation de l'écrasante victoire de Paul Kagamé à l'élection présidentielle. Entre février et mai, Kigali a été le théâtre d'une série d'attaques à la grenade, « tentatives de déstabilisation » selon les autorités qui avaient attribué ces attaques à l'opposition en exil.

- Mercredi 18 août 2010 : l'ancien maire hutu de Muvumba, Onesphore Rwabukombe (53 ans), accusé d'avoir participé aux massacres de Tutsi en 1994 et incarcéré depuis le 26 juillet, est inculpé en Allemagne de génocide. Accusé de meurtre et d'appel au meurtre, il avait par trois fois appelé à des pogroms contre les Tutsi dans la première quinzaine d'avril 1994 et avait coordonné trois massacres au cours desquels au moins 3 730 personnes ont trouvé la mort[28].

- Jeudi 26 août 2010 : le Haut-Commissariat des Nations unies aux droits de l'homme (HCDH) présente son rapport de 600 pages sur les crimes commis les dix dernières années en République démocratique du Congo. Ce document décrit les « violations les plus graves des droits de l'homme et du droit international humanitaire commises entre mars 1993 et juin 2003 en RDC », une décennie de meurtres, viols, pillages auxquels prirent part plusieurs pays de la région, principalement le Rwanda voisin[29].

- Vendredi 27 août 2010 : le gouvernement rwandais estime que le rapport du Haut commissariat des Nations unies détaillant les massacres, viols et pillages commis par des militaires de plusieurs pays et notamment du Rwanda au cours des deux guerres qui se sont déroulées au Congo de 1996 à 1998, est un « document dangereux et irresponsable […] qui ne peut qu'amener l'instabilité dans la région des Grands Lacs et saper les efforts de stabilisation en cours, particulièrement alors que des progrès sans précédent ont été réalisés pour l'établissement de la paix, de la sécurité et la collaboration économique, malveillant, choquant et ridicule ». Selon le communiqué, les Nations unies ont laissé publier ce rapport afin de détourner l'attention d'une série de viols commis par les rebelles à proximité d'un camp de casques bleus dans l'est de la RDC : « Le moment de la publication de ce rapport est très révélateur […] il semble que les Nations unies tentent de détourner l'attention internationale de leur dernière faute dans la région des Grands Lacs où récemment des centaines de Congolaises ont été violées sous le regard des forces de maintien de la paix […] Il est immoral et inacceptable que les Nations unies, une organisation qui a échoué dans sa mission d'éviter le génocide au Rwanda et les crises qui ont suivi pour les réfugiés, causes directes des souffrances endurées par le Congo et le Rwanda, accusent maintenant l'armée qui a mis un terme au génocide d'avoir commis des atrocités en RDC »[30].

### Septembre 2010
- Mardi 7 septembre 2010 : le secrétaire général de l'ONU, Ban Ki-moon est arrivé à Kigali pour une visite pendant laquelle il rencontrera le président Paul Kagame et le ministre des affaires étrangères Louise Mushikiwabo. À la suite de la publication d'un rapport l'accusant de  crimes de génocide commis lors de la première guerre en République démocratique du Congo (1996-1998) à l'encontre des Hutus rwandais réfugiés dans ce pays, le gouvernement rwandais menace de retirer ses 3 550 soldats des forces internationales de paix au Soudan : « L'ONU ne peut pas gagner sur les deux tableaux […] On ne peut pas accuser notre armée de pourchasser des civils sur la base de leur ethnie […] et demander à cette même armée d'être une force morale et disciplinée pour protéger les civils dans le monde »[31].

- Mercredi 8 septembre 2010 : ouverture à Bruxelles du procès intenté par deux rescapées du génocide rwandais contre l'État belge et trois de ses militaires accusés d'avoir laissé se produire un massacre de plus de 2 000 réfugiés au printemps 1994. Le 7 avril 1994, au lendemain du déclenchement du génocide par des extrémistes hutus, 10 Casques bleus belges avaient été assassinés. La Belgique avait alors immédiatement décidé de se retirer de la Minuar, se préoccupant essentiellement d'évacuer ses ressortissants, nombreux dans cet ancien protectorat belge. Le 11 avril 1994, 97 Casques bleus belges cantonnés à l'École technique officielle Don Bosco (ETO) de Kigali avaient reçu l'ordre de rejoindre l'aéroport de la capitale, laissant sans protection les quelque 2 000 réfugiés, principalement tutsis, qui s'y trouvaient, « la plupart d'entre eux ont été abattus à la mitrailleuse et achevés à la machette peu de temps après le départ des Belges », parmi les victimes,  le ministre des Affaires étrangères, Boniface Ngulinzira, un hutu partisan des accords de paix d'Arusha, a été tué alors qu'il tentait de s'échapper. Pour les parties civiles, le gouvernement belge et les militaires belges de la Minuar sont coupables car ils ont « omis d'agir » pour prévenir ou mettre fin à des infractions graves au droit international humanitaire, une infraction reprise dans le droit belge depuis 1993[32].

- Mardi 14 septembre 2010 : les Forces démocratiques de libération du Rwanda (FDLR) « demandent au secrétaire général de l’ONU de ne pas céder aux manœuvres, tactiques d’intimidation et autres formes de chantage que Kigali a commencé à exercer sur l’organisation en menaçant de retirer »  ses contingents mis à disposition de la MINUAD et de l'UNMIS en guise de protestation contre le projet de rapport accusant l'armée rwandaise de possibles crimes de génocide commis pendant la première guerre en République démocratique du Congo (1996-1998) à l'encontre des Hutu rwandais réfugiés dans l'est de ce pays[33].

- Mercredi 15 septembre 2010 : la  chambre de l'instruction de la cour d'appel de Versailles (France) émet un avis défavorable à l'extradition du médecin rwandais, Eugène Rwamucyo, soupçonné d'être impliqué dans le génocide des Tutsis en 1994, mettant ainsi fin à cette procédure et a décidé de sa remise en liberté. Il est notamment accusé par le gouvernement rwandais d'avoir participé à des réunions de responsables génocidaires à Butare (sud) en 1994, dont l'une sous l'égide du premier ministre, Jean Kambanda, condamné à la perpétuité par le Tribunal pénal international pour le Rwanda[34].

- Jeudi 30 septembre 2010 : le gouvernement rwandais dénonce le projet de rapport de l'ONU,  détaillant les crimes commis contre des civils en RDC  de 1993 à 2003, et accusant l'armée rwandaise d'avoir commis en République démocratique du Congo (RDC) des crimes graves contre les réfugiés hutus, dont certains pourraient relever du génocide : « Ce document est mauvais et dangereux du début à la fin […] Le gouvernement rwandais a transmis aux Nations unies ses commentaires sur le projet de rapport […] un échec moral et intellectuel, et une insulte à l'Histoire, [une] manipulation des processus à l'ONU par des organisations et des individus, aussi bien à l'intérieur qu'à l'extérieur de l'ONU, dans le but de réécrire l'histoire, répartir de façon inappropriée la responsabilité du génocide qui a eu lieu au Rwanda et raviver le conflit au Rwanda et dans la région ». Toujours selon le gouvernement rwandais le rapport se fonde de façon excessive sur « des sources anonymes, des affirmations par ouï-dire, des enquêteurs et témoins sans noms et non identifiés [en] flagrante contradiction [avec] les efforts extensifs et coordonnés déployés par le Rwanda pour rapatrier, réinstaller et réintégrer 3,2 millions de réfugiés hutus, efforts qui étaient appuyés par l'ONU »[35].

### Octobre 2010
- Lundi 11 octobre 2010 : le ministère français des Affaires étrangères confirme l'arrestation, sur le territoire français,  d'un des principaux dirigeants des rebelles hutu rwandais, Callixte Mbarushimana (47 ans), secrétaire exécutif des Forces démocratiques pour la libération du Rwanda, en application d'un mandat d'arrêt émis par la Cour pénale internationale. Il est soupçonné de cinq chefs de crimes contre l'humanité et de six chefs de crimes de guerre, notamment de meurtres, viols, tortures, persécutions et destructions de biens commis dans la région des Grands lacs en RDC en 2009. Le chef des FDLR, Ignace Murwanashyaka, et de son adjoint, Straton Musoni,ont été interpellés le 17 novembre 2009 en Allemagne en vertu d'un mandat d'arrêt délivré par la Cour fédérale de justice allemande[36].

- Jeudi 14 octobre 2010 : arrestation à Kigali de l'opposante Victoire Ingabire Umuhoza, présidente des Forces démocratiques unifiées, déjà sous contrôle judiciaire, pour « organisation d'un groupe terroriste ». Selon la police, elle a été arrêtée à la suite de « révélations » faites par un ancien officier des ex-Forces armées rwandaises arrêté la veille à la frontière avec la RDC et qui aurait révélé qu'il bénéficiait « du concours de Mme Ingabire dans la mise en place de la branche armée des FDU »[37].

- Mardi 19 octobre 2010 : la cour d'appel de Bordeaux (France) rejette, pour prescription et non rétroactivité, la demande d'extradition du docteur rwandais, Sosthène Munyemana, qui exerce depuis huit ans aux urgences de l'hôpital de Villeneuve-sur-Lot, et sous le coup depuis 2006 d'un mandat d'arrêt international pour crimes de guerre délivré par Kigali qui l'accuse d'avoir participé au génocide[38].

- Mercredi 27 octobre 2010 : la cour d'appel de Paris rejette la demande de remise en liberté du rebelle hutu rwandais, Callixte Mbarushimana, soupçonné par la Cour pénale internationale de crimes de guerre commis en 2009 dans la République démocratique du Congo. Secrétaire exécutif des Forces démocratiques de libération du Rwanda, installé en France depuis 2002, où il a obtenu le statut de réfugié politique et occupe un emploi de technicien informatique, il est soupçonné de cinq chefs de crimes contre l'humanité et de six chefs de crimes de guerre, notamment de meurtres, viols, tortures, persécutions et destructions de biens durant le conflit armé opposant en 2009 les FDLR aux Forces armées de la République démocratique du Congo (FARDC) et aux Forces rwandaises de défense (FRD)[39].

- Vendredi 29 octobre 2010 : la Haute cour de la République à Kigali a condamné à la prison à perpétuité les deux hommes qui étaient poursuivis pour le meurtre, en juin 2010, du journaliste Jean-Léonard Rugambage. Rédacteur en chef adjoint du bimensuel Umuvugizi, il était très critique envers le régime du président Paul Kagame. Soupçonnées d'être derrière cet assassinat, les autorités rwandaises ont toujours nié toute responsabilité dans ce crime. Le journaliste  avait été un moment poursuivi pour sa participation présumée dans le génocide de 1994 mais avait été acquitté[40].

- Samedi 30 octobre 2010 : un important éboulement de terre dans une mine de cassitérite du district de Rwamagana a causé la mort de onze mineurs. Ce genre d'accident sont fréquents  dans les mines de cassitérite du Rwanda où l'exploitation se fait « dans l'anarchie et de façon artisanale ».

### Novembre 2010
- Lundi 1er novembre 2010 : l’homme d’affaires hutu rwandais, Gaspard Kanyarukiga, est condamné à 30 ans de réclusion criminelle, par le Tribunal pénal international pour le Rwanda (TPIR) pour le massacre de l’église de Nyange le 16 avril 1994. L'église où s'étaient réfugiés 2.000 Tutsis fut rasée par un bulldozer sur l'instigation du condamné et d'autres notables de Nyange, parmi lesquels le vicaire de la paroisse, Athanase Seromba, condamné à la perpétuité et l’ex-maire de Kivumu, Grégoire Ndahimana[41].

- Jeudi 18 novembre 2010 : les autorités militaires ont annoncé la remise en liberté du général Emmanuel Karenzi Karake qui était assigné à résidence surveillée depuis avril pour faute « disciplinaire ». Il est l'ancien numéro deux de la mission de paix ONU-Union africaine (Minuad), déployée au Darfour dans l'ouest du Soudan et qui compte un important contingent rwandais. En avril, il avait été accusé de « mauvaise conduite non conforme aux principes qui régissent la discipline des Forces rwandaises de défense », le général avait « reconnu ses fautes » et « demandé pardon »[42].

- Vendredi 19 novembre 2010 : quatre anciennes personnalités du régime du président Paul Kagame sont cités à comparaître, notamment pour « trouble à l'ordre public, atteinte à la sécurité de l'Etat, injures et diffamation, sectarisme et création d'une association de malfaiteurs », dont l'ex-chef d'état-major de l'armée, le général Faustin Kayumba Nyamwasa, l'ancien patron des renseignements extérieurs, le colonel Patrick Karegeya, l'ancien procureur général, Gérald Gahima et son frère le major Théogène Rudasingwa, tous en exil. Tous sont cités à comparaître « devant la Haute cour militaire au plus tard le 15 décembre 2010 », faute de quoi ils seront jugés par contumace. Les quatre prévenus avaient, dans un document publié début septembre, dressé un bilan très négatif des libertés dans leur pays après le génocide des Tutsi de 1994. Ils avaient dénoncé « un gouvernement minoritaire aussi répressif qu'irresponsable » et exigé la mise en place d’« un gouvernement de coalition qui inclurait l'opposition actuellement exclue du jeu politique »[43].

### Décembre 2010
- Jeudi 16 décembre 2010 : six proches du président Paul Kagame ont été mis en examen au Burundi ces derniers jours par le juge d'instruction antiterroriste français, Marc Trévidic, en vertu d'un accord entre Kigali et Bujumbura, dans l'enquête sur l'attentat contre l'avion transportant le président rwandais Juvénal Habyarimana et son homologue burundais Cyprien Ntaryamira, le 6 avril 1994 abattu en phase d'atterrissage à Kigali par au moins un missile antiaérien.. Ces six personnes figurent parmi les neuf personnes visées depuis 2006 par des mandats d'arrêt émis par l'ancien juge Jean-Louis Bruguière. Parmi elles,  l'actuel ministre de la Défense, James Kabarebe, le général Jack Nziza et le lieutenant-colonel Charles Kayonga.